# Ánanda
Ánanda byl Buddhův bratranec a asistent (v sanskrtu upasthájaka, v pálí upattháka). Řadí se mezi deset nejvýznačnějších Buddhových žáků (v sanskrtu dašašišja, v pálí dasasissa). Podle zenové tradice byl druhým patriarchou zenu po Mahákássapovi (sa Mahákášjapa).
Uvádí se, že stejně jako Buddha přebýval před svým zrozením v nebesích Tušita. Také se narodil ve stejný den jako Buddha, jeho otcem byl Amitódana Sákja, bratr Suddhódany, jenž byl otcem Buddhy. Mahánáma a Anuruddha, taktéž budoucí významní mniši, byli Ánandovi bratři (možná nevlastní). Podle jiných zdrojů byl Ánanda synem Suklódany a bratrem Dévadatty a Upadhány. Jeho matkou byla Mrgí.
Do mnišské sanghy byl přijat dva roky po Buddhově osvícení, když Buddha navštívil Kapilavastu. Vynikal svou neobvyklou pamětí. V podstatě celý druhý koš (p. Sutta-pitaka,sa. Sútrapitaka) původního buddhistického kánonu (p. Tipitaka, sa. Tripitaka) je založen na jeho vzpomínkách na Buddhovy rozpravy. Funkci Buddhova pomocníka přijal až poté, co ho Buddha ujistil, že mu z ní nebudou plynout žádné výhody. Jelikož se věnoval službě Buddhovi, zanedbával svou vlastní praxi. Když se konal krátce po Buddhově skonu první buddhistický koncil, nemohl se ho zúčastnit, jelikož dosáhl „pouze“ prvního stupně probuzení. I díky roztržce s Mahákášjapou se odebral do ústraní, aby se usilovně věnoval praxi, když se k ránu cítil unavený, rozhodl se, že si na chvíli odpočine. Právě ve chvíli, když ulehal ke spánku, dosáhl plného probuzení a stal se arhatem. Proto mu už následující den jako arahantovi byla povolena účast na koncilu, kde přednesl v podstatě celý druhý koš kánonu. Ánadovým úkolem bylo recitovat všechny Buddhovy rozpravy, které si zapamatoval během doby, co se o něj staral. Ostatní mniši je po něm pak opakovali. Tato tradice předávání Buddhových rozprav se v théravádě zachovala až do dnešních dnů. Ánanda byl zvolen pro tento úkol, protože jako Buddhův pomocník slyšel nejvíce rozprav a byl také nejpřednější mezi mnichy ve schopnosti zapamatovat si Buddhovo učení. Ánanda byl také znám svým shovívavým postojem vůči ženám. Byl to on, kdo přemluvil Buddhu, aby svolil k založení řádu mnišek. Údajně zemřel ve věku 120 let.